# 唐山西站
唐山西站是京唐城际铁路以及远期规划中的唐遵城际铁路上的一座铁路车站，规划建设时命名为机场南站、唐山机场站，位于中国河北省唐山市丰润区崔家屯村北，北临唐山三女河机场。原为京唐城际铁路预留站，后转为正式站。
唐山西站站房总建筑面积16006.32平方米，站房高度为30.2米，站场规模为2台6线，设450×12.0×1.25米岛式中间站台2座并设等长雨棚2座，设8米宽旅客地道2座。2017年9月19日站场基础开工，2022年12月30日与京唐城际铁路一同投入运营。